# 2-Metil-MDA
La 2-metil-3,4-metilendiossiamestamina (2-metil-MDA) è una sostanza utilizzata come stupefacente o droga facente parte della classe delle anfetamine.
Agisce come agente di rilascio della serotonina (SSRA) selettivo, con valori di IC 50 di 93nM, 12.000nM e 1.937nM per l'efflusso di serotonina, dopamina e norepinefrina. La 2-Metil-MDA è più potente della MDA, sebbene non sia potente quanto la 5-Metil-MDA. Tuttavia, è leggermente più selettiva per la serotonina rispetto al rilascio di dopamina e norepinefrina rispetto al 5-metil-MDA.